# Unga kvinnor (roman)
Unga kvinnor (originaltitel Little Women) är en roman av den amerikanska författaren Louisa May Alcott, som ursprungligen publicerades i två volymer, 1868 och 1869. Alcott skrev böckerna på förfrågan från sin förläggare.
Romanen följer fyra systrars liv – Meg, Jo, Beth och Amy – och romanen skildrar deras övergång från barn till kvinnor, den baseras löst på författaren själv och hennes tre systrar.:202  Litteraturvetarna klassificerar Unga kvinnor som självbiografisk eller semi-självbiografisk roman.:12

## Utvecklingshistoria
År 1868 ville Thomas Niles, Louisa May Alcotts förläggare, att hon skulle skriva en bok om flickor, som skulle falla många i smaken.:2 Först satte hon sig emot det, hon föredrog att publicera en novellsamling. Niles pressade henne att skriva boken om flickorna först, och han hade stöd av hennes far, Amos Bronson Alcott, som också uppmanade henne att göra så.:207 Louisa anförtrodde en vän, "Jag kunde inte skriva en historia för flickor utan att veta så mycket om några andra än mina egna systrar", citerat i Boyd Riouxs Meg Jo Beth Amy, en förtätad biografisk redogörelse om Alcotts liv och författarskap.
I maj 1868 skrev Alcott i sin tidning: "Niles, som är anställd av Roberts, bad mig att skriva en flickbok. Jag sade att jag skulle försöka.":36 Alcott placerade sin roman i ett fingerat Orchard House, det namn som hennes egen bostad hade, där hon skrev sin roman.:xiii "Jag stretar på," skrev hon i sin dagbok, "även om jag inte tycker om sådana saker.":37
I juni hade Alcott sänt det första dussinet kapitel till Niles, och båda kom överens om att de var tråkiga. Det färdiga manuskriptet visades för många flickor, som var överens om att den var "strålande". Alcott skrev "de är de bästa kritikerna, så jag är absolut nöjd".:37 Hon skrev Little Women "på rekordtid för pengar", men bokens omedelbara succé förvånade både henne och hennes förläggare.

## Huvudpersoner
- Margaret "Meg" March – Den äldsta av systrarna, är 16 år när berättelsen inleds. Hon är ansvarig för hushållet när modern är frånvarande.

- Josephine "Jo" March – Huvudkaraktären i romanen, är 15 år när berättelsen inleds. Hon är en stark och egensinnig ung kvinna, som brottas med sitt temperament och envishet. Jo är begåvad, brinner för litteratur och är kreativ. Är bästa vän med grannen, Theodore "Laurie" Laurence.

- Elizabeth "Beth" March – Den näst yngsta systern är 13 år när berättelsen inleds. Hon beskrivs som vänlig, skygg och musikalisk.

- Amy Curtis March – Den yngsta av systrarna, hon är 12 år när berättelsen inleds. Konstintresserad och konstnärlig, men även fåfäng och aningen självisk.

## Filmatiseringar i urval
- Unga kvinnor filmatiserades för första gången 1917 av regissören Alexander Butler. Filmen anses vara en förlorad film.
- Den andra filmatiseringen hade premiär 1918, i regi av Harley Knoles. Med bland andra Isabel Lamon och Dorothy Bernard rollerna.
- George Cukor regisserade den första ljudfilmsversionen av romanen, med Katharine Hepburn som Jo, Joan Bennett som Amy, Frances Dee som Meg och Jean Parker som Beth. Filmen hade premiär 1933 och fick en uppföljare året därefter.
- I den första filmatiseringen i färg från 1949, spelade June Allyson Jo, Margaret O'Brien Beth, Elizabeth Taylor Amy och Janet Leigh Meg. Regissör var Mervyn LeRoy.
- Ai no Wakakusa Monogatari ('Historien om kärlekens späda örter '; 1987) och Wakakusa monogatari Nan to Jō sensei ('Historien om kärlekens späda örter: Nan och Fröken Jo'; 1993), två säsonger av World Masterpiece Theater.
- Gillian Armstrong regisserade sin version 1994, med Winona Ryder som Jo, Trini Alvarado som Meg, Samantha Mathis och Kirsten Dunst som Amy och Claire Danes som Beth. Denna filmatisering tillägnades den mördade flickan Polly Klaas, då det varit hennes favoritbok.[9]
- En BBC-producerad miniserie, med manus av Heidi Thomas sändes 2017. I rollerna ses Emily Watson, Maya Hawke, Willa Fitzgerald, Kathryn Newton, Annes Elwy och Angela Lansbury.
- I en filmadaption från 2019, regisserad av Greta Gerwig, spelade Saoirse Ronan Jo, Emma Watson Meg, Florence Pugh Amy och Eliza Scanlen Beth.